# Opisthosyllis arboricola
Opisthosyllis arboricola är en ringmaskart som beskrevs av Hartmann-Schröder 1959. Opisthosyllis arboricola ingår i släktet Opisthosyllis och familjen Syllidae. Inga underarter finns listade i Catalogue of Life.